# ワルター・ノダック
ワルター・ノダック（Walter Noddack、1893年8月17日 - 1960年12月7日）はドイツの化学者。ベルリン生まれ。

## 経歴
1923年ころから新元素の発見に努め、1925年にイーダ・タッケとオットー・ベルクとともに白金鉱などの鉱石を化学処理した試料からX線分析によって75番の元素レニウムを発見した。イーダ・タッケの故郷の川のライン川からレニウムと命名した。同時に43番の元素と思われる元素を見つけ、ノダックの故郷にちなんでマスリウム(Masurium)と命名したがこれは確認されることはなかった。
1926年、ワルター・ノダックはイーダ・タッケと結婚した。1931年、夫妻でリービッヒ・メダルを受賞。
1935年からフライブルク大学で物理化学の教授となり、1941年からストラスブール州立大学に勤務した。1947年からエアランゲン大学教授を経て、1957年にはバンベルク大学名誉教授、附属研究所の所長となった。